# Péninsule de Monterey
La péninsule de Monterey (en anglais : Monterey Peninsula) est une péninsule américaine s'avançant dans l'océan Pacifique en Californie. Sa côte nord forme la partie méridionale de la baie de Monterey.